# Flash In the Night
Singles de Secret Service
L.A. Goodbye
(1981) If I Try
(1982)
Flash In the Night est une chanson du groupe suédois Secret Service. Sorti en single en décembre 1981 et intégré à l'album Cutting Corners, le titre rencontre un énorme succès en Europe.

## Classements hebdomadaires
| Classement (1981-82)                   | Meilleure position |
| -------------------------------------- | ------------------ |
| Suède (Sverigetopplistan)              | 12                 |
| France (IFOP)                          | 6                  |
| Suisse (Schweizer Hitparade)           | 9                  |
| Allemagne (Media Control AG)           | 23                 |
| Norvège (VG-lista)                     | 6                  |
| Pays-Bas (Single Top 100)              | 42                 |
| Belgique (Flandre Ultratop 50 Singles) | 17                 |

## Reprise
Ysa Ferrer en a enregistré une reprise en 1999, en français, en anglais et en espagnol. Sa version s'est classée 61 ème en France. À noter que les arrangements sont signés Tim Norell et Ulf Wahlberg tous deux membres du groupe.

## Utilisations
Flash in the Night est repris comme musique de générique pour l'émission de télévision Vous pouvez compter sur nous, présentée par Pierre Bellemare sur TF1 en 1981 et 1982.
La chanson est réutilisée en 2008 dans une scène du film d'horreur suédois Morse, le réalisateur considérant qu'elle « a un côté claustrophobique qui colle parfaitement au film ».